# Masiak
Masiak – wieś w Polsce położona w województwie mazowieckim, w powiecie przasnyskim, w gminie Krzynowłoga Mała. Ma status sołectwa.
| SIMC    | Nazwa      | Rodzaj    |
| ------- | ---------- | --------- |
| 1057628 | Masiak-Las | część wsi |

W latach 1975–1998 miejscowość administracyjnie należała do województwa ostrołęckiego.